# Volkswagen Scirocco
El Volkswagen Scirocco es un automóvil deportivo compacto producido por el fabricante alemán Volkswagen entre los años 1974 y 1992 en su primera versión, con reediciones posteriores hasta la actualidad. Es un hatchback de tres puertas con motor delantero y tracción delantera. Fue fabricado por el carrocero Karmann en Osnabrück, Alemania. El Scirocco se sustituyó en 1988 por el Volkswagen Corrado como el único deportivo de la marca. La tercera generación se comenzó a fabricar en agosto de 2008.

## Etimología del nombre
El Scirocco comparte su nombre con el viento mediterráneo llamado Sirocco. Volkswagen hace numerosas referencias en la comercialización en la literatura a este. Como ejemplo, en su publicidad impresa de 1975 proclama: «Scirocco, un coche nuevo bólido de Volkswagen tan rápido y poderoso como el viento del desierto». En un folleto de Volkswagen para la segunda generación Scirocco afirma: «Llevando el nombre del viento feroz del desierto, la tracción delantera y motor transversal de Scirocco contribuyen a su capacidad de seguimiento en todas las velocidades».

## Scirocco I (1974 - 1981)
Volkswagen comenzó a trabajar en el Scirocco de primera generación (código interno Tipo 53) durante la década de 1970 para sustituir al Karmann Ghia. Se reutilizó el chasis del Volkswagen Golf I/Jetta, pero se puso énfasis en la deportividad tanto en el manejo como en el diseño, esta última obra del italiano Giorgetto Giugiaro, quien le proporcionó unas líneas vanguardistas que cambiaron el rumbo de los automóviles deportivos compactos de esa época.
Giorgetto Giugiaro tenía el contrato para diseñar el Golf original, y se acercó a la junta directiva de VW sobre una versión cupé deportivo. La junta VW rechazó la propuesta del cupé deportivo, dada al estado muy precario de la compañía en el momento, y en consecuencia, Karmann tomó totalmente el riesgo y la inversión de los costes de desarrollo Scirocco.

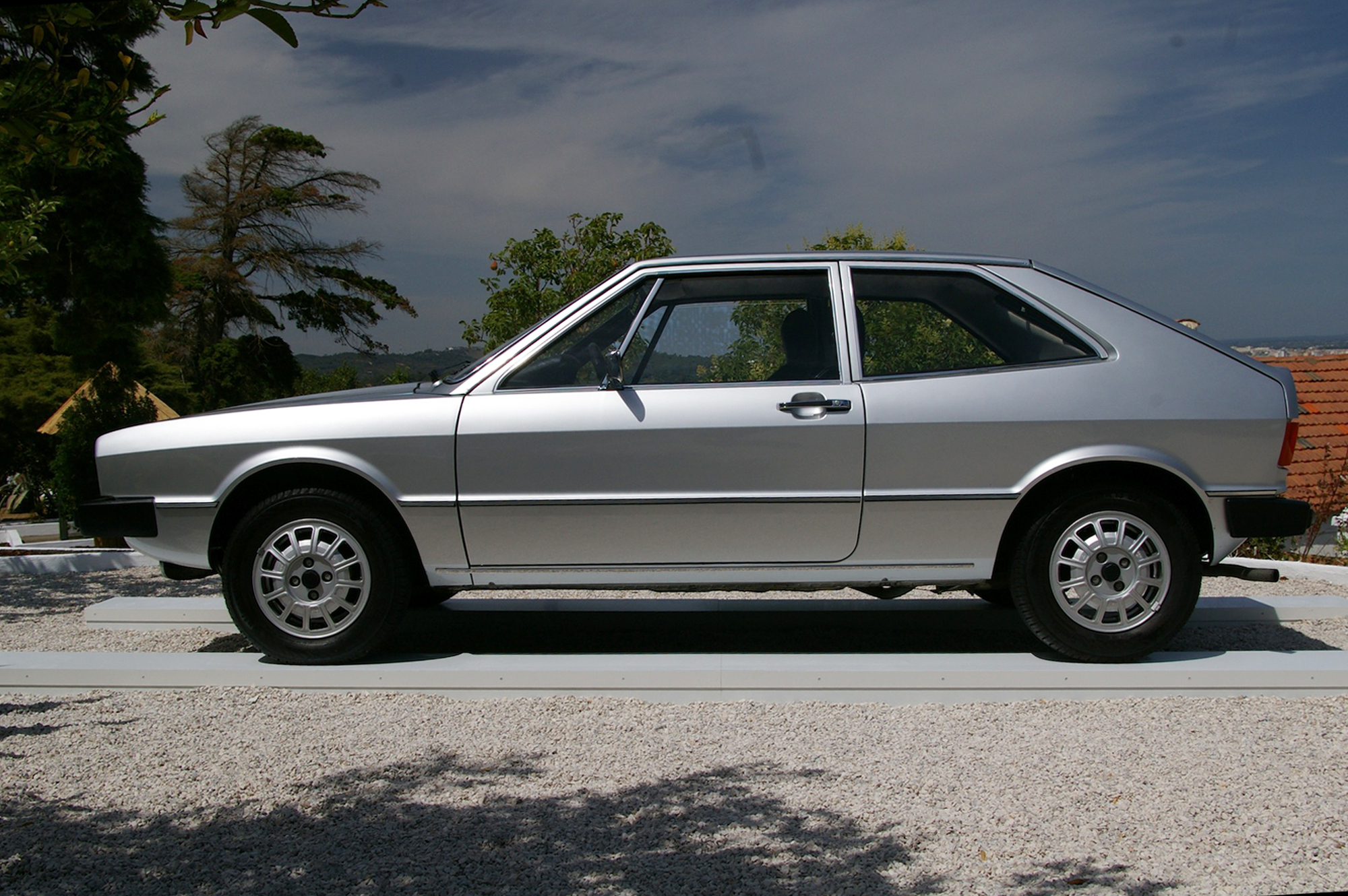
1974 Scirocco

El modelo salió a la venta en Europa en 1974 y en América del Norte en 1975. La gama estaba compuesta únicamente por motores gasolina de 4 cilindros en línea con un único árbol de levas y dos válvulas por cilindro: un 1.1 litros de 50 CV, un 1.3 litros de 60 CV, un 1.5 litros de 70 u 85 CV, un 1.6 litros de 75, 85 o 110 CV y un 1.7 litros (1715 cm³) con inyección de combustible que ofreció 74 CV (55 kW) para el mercado de América del Norte.

### Desarrollo de las ventas
De acuerdo con un lanzamiento de prensa en Wolfsburg, el VW Scirocco se mostró por primera vez al público en el Salón del Automóvil de Ginebra en marzo de 1974. Hacia mediados de abril de 1974 cuatro diferentes artículos fueron publicados en la prensa bajo el lema «Scirocco, un cupé deportivo en su mejor momento», esto fue antes del VW Golf I, durante dos meses, hasta junio de 1974 a causa de esto, tuvo muy buena aceptación por el público.
En el primer año de ventas se venden 24.555 Sciroccos, seguido por 58.942 en 1975, 6000 más de lo previsto, en 1977 y 1978 fueron más de 87.000 coches al año, un número que no se recuperó posteriormente.
Se produjeron en total 504.153 unidades del Scirocco I.

### Versiones
Durante la producción de los «Tipo 53», hubo cambios sutiles en la carrocería y los acabados. En los automóviles producidos después de las vacaciones de verano en agosto de 1975 (para el modelo del año 1976), el sistema convencional de dos limpiaparabrisas cambió a un solo limpiaparabrisas que se estaciona en el lado del pasajero del parabrisas, mientras que el conductor también se benefició de una mejorada y más ligera articulación de la dirección. En agosto de 1977 (para el modelo del año 1978), el marcador lateral delantero y la señal de giro independiente, cambió a una combinación de lente envolvente naranja. Al mismo tiempo, el color de pilar B detrás de las puertas cambia de color de la carrocería a color negro satinado, que fue pensado para dar al coche un perfil más agradable. Otros cambios a mediados de la vida del Mk1 incluyen la transición de paragolpes cromados con esquineros de goma a paragolpes envolventes recubiertos con un duro plástico negro satinado de una sola pieza.
Hubo también variantes especiales a lo largo de la producción del Tipo 53. La mayoría distinguibles por esquemas de pintura y tapicería, hubo versiones especiales llamadas Sidewinder, Sidewinder II, Champagne Edition, Champagne Edition II y el «S». El Champagne Edition II solo se produjo en blanco con detalles en negro y un alerón delantero Zender. En los modelos de América del Norte las versiones 1980 del «S» llegaron sólo tres colores, Blanco Alpino, Negro y Rojo Marte con acentos de color singulares. Este modelo «S» difería del modelo base por tener las molduras cromadas en negro satinado, asientos de butaca diseñados por Recaro, tablero de instrumentos texturizado en negro, neumáticos con letras blancas, rayas deportivas y una transmisión de 5 velocidades estándar. Esto fue seguido por las versiones 1981 del «S», que solo vinieron en Plateado Cosmos Metálico, Gris Cirrus Metálico y Rojo Marte sin los acentos de color.
En Gran Bretaña, donde los precios de venta altos en la década de 1970, el Scirocco era más probable que se encuentre raro, y aunque recibió la designación Scirocco Mk1, el modelo especial «Storm», similar al modelo GTI «edición limitada» con tapicería en cuero, llantas de 6 x 14", neumáticos 185/60 14 y un alerón delantero Zender en colores coordinados, hoy en día una pieza de colección codiciado.

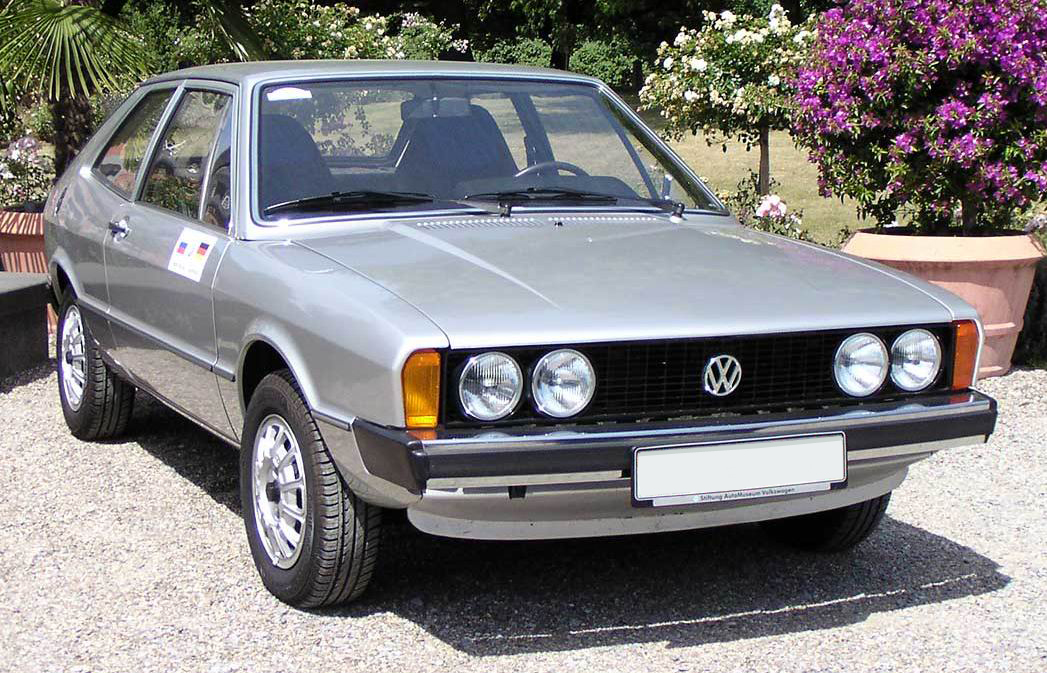
Modelo 1973
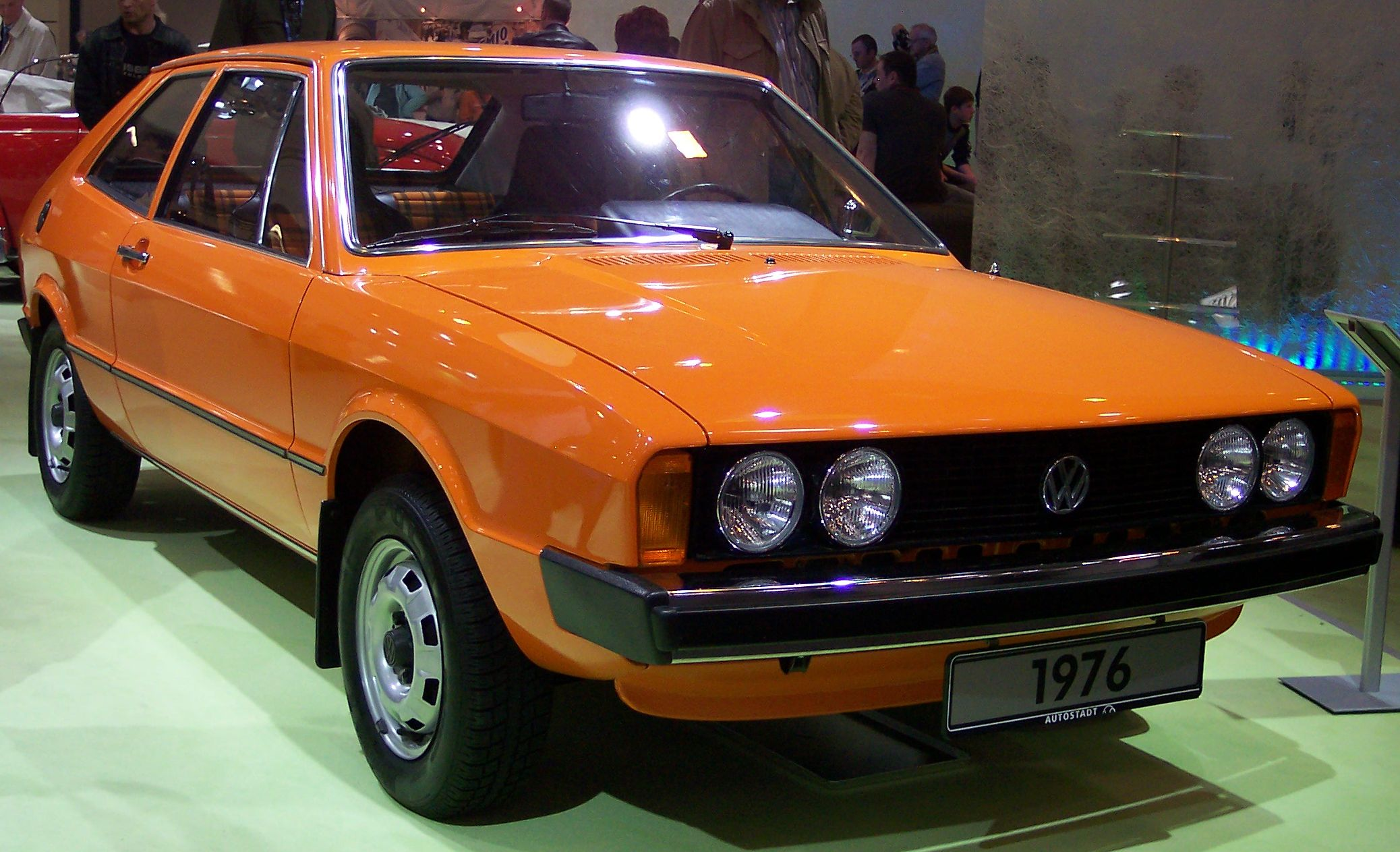
VW Scirocco TS 1976 en el Museo de la Autostadt, Wolfsburg
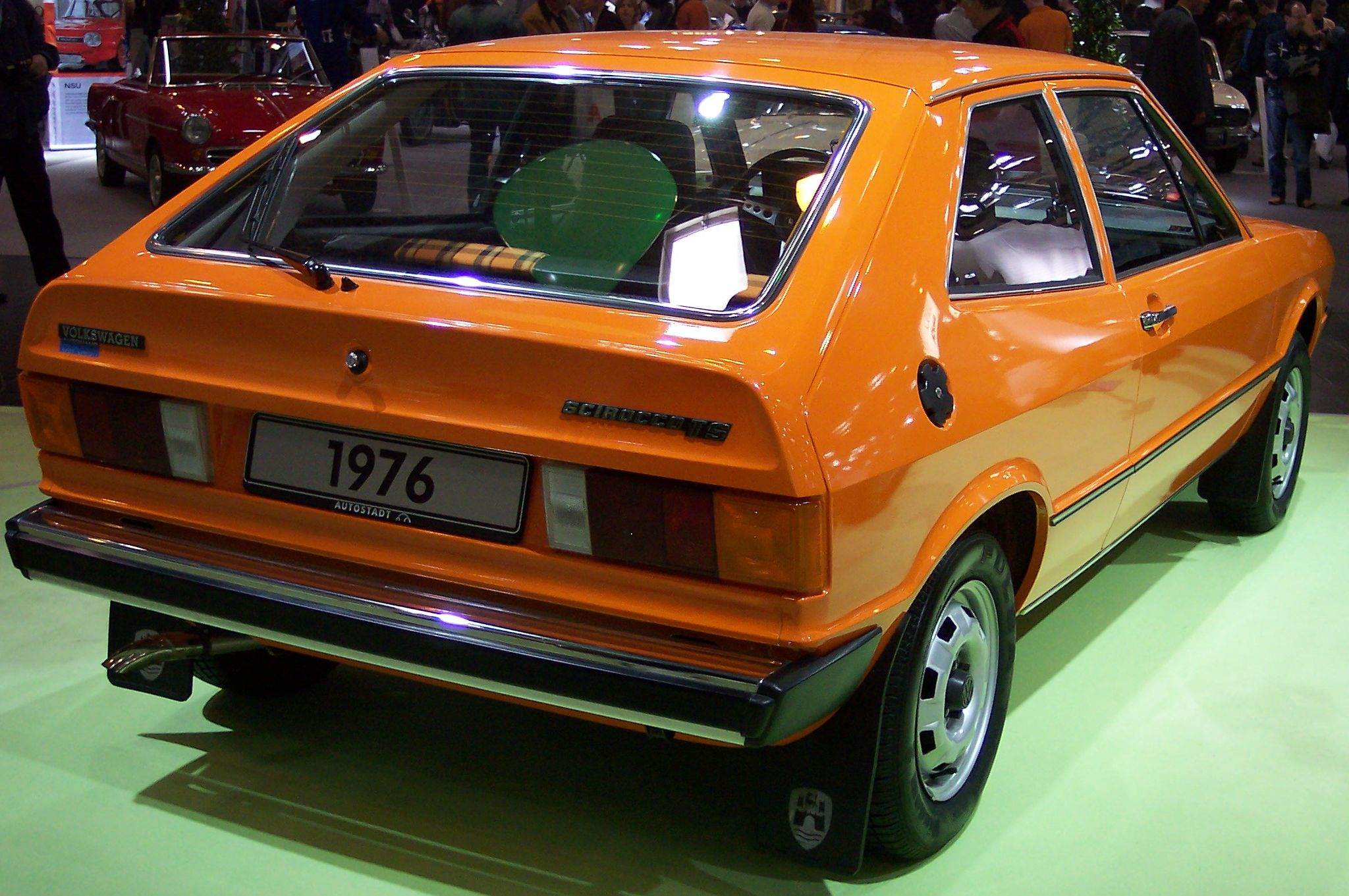
Vista trasera del modelo pre-facelift
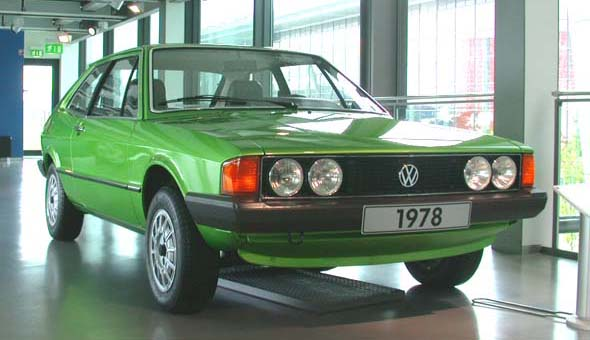
VW Scirocco GT 1978 estrenando paragolpes envolventes de una sola pieza.
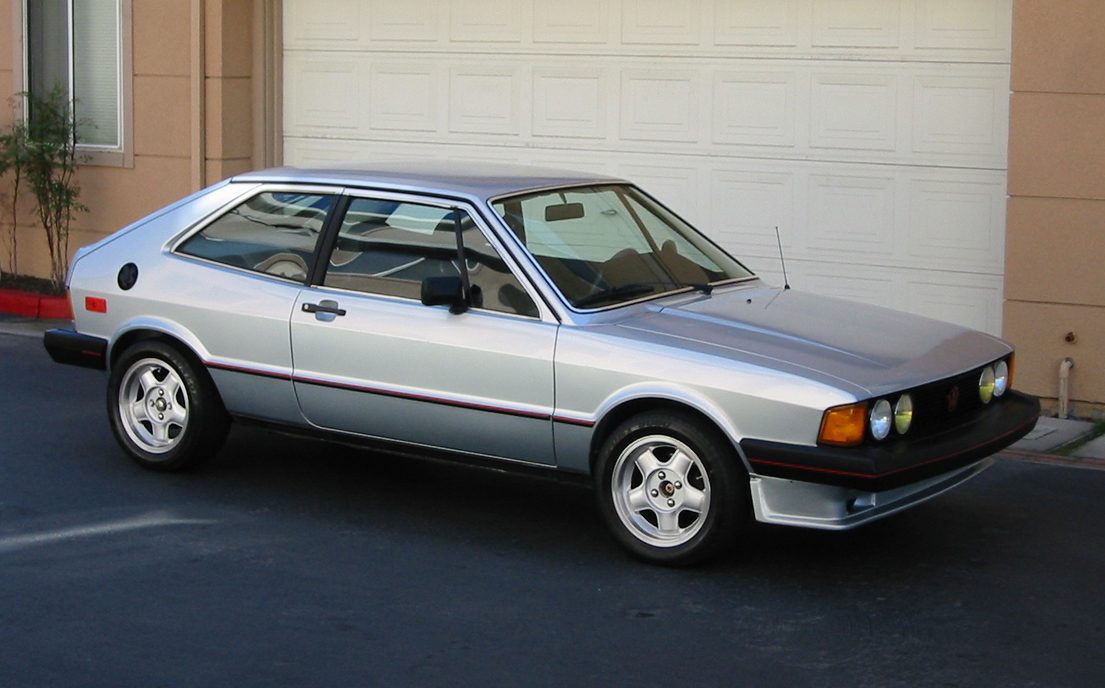
Scirocco «S» del 1981 en Plateado Cosmos Metálico con alerón delantero Zender

### Modelos de la serie
Scirocco I (1974 hasta 1981)
| - Scirocco (N) – Modelo básico con motor 1.1/1.3 litros - Scirocco L/GL (mejor equipamiento) - Scirocco S/LS (ambos con motor 70/75 PS) - Scirocco TS (85 PS, solo a julio de 1976) - Scirocco GT (a partir de agosto de 1976) | - Scirocco GLi/GTi (motor de 110 PS) - Scirocco CL (modelo especial) - Scirocco SL (modelo especial) - Scirocco Turbo (modelo de pruebas) |

### Motores
El Scirocco I contó con una gama de motores de cuatro cilindros con cilindradas de 1.1 a 1.6 l (1.7 L en América del Norte)
| - 1.1 L - 37 kW/50 PS - 1.3 L - 44 kW/60 PS - 1.5 L - 51 kW/70 PS - 1.5 L - 63 kW/85 PS | - 1.6 L - 55 kW/75 PS (a partir de agosto de 1975) - 1.6 L - 63 kW/85 PS (a partir de agosto de 1975) - 1.6 L - 81 kW/110 PS (a partir de julio de 1976) - 1.7 L - 55 kW/75 PS (modelos 1981 para América del Norte) |

## Scirocco II (1982 - 1992)
La segunda generación del Scirocco (Tipo 53B), que salió a la venta a mediados de 1981 en Alemania y en 1982 para el mercado de exportación, se diseñó sobre la plataforma anterior y fue desarrollado por el propio equipo de diseño interno de Volkswagen dirigido por Herbert Schäfer, el nuevo coche ofreció un aumento en el espacio para la cabeza la parte delantera y trasera, mayor espacio para el equipaje y una reducción en el coeficiente de arrastre. Una característica única del «Mk2» era la ubicación del alerón trasero entremedio del vidrio de la puerta trasera.
El Scirocco recibe una actualización a mitad de 1984, por la cual incluía algunos cambios menores en el exterior como la eliminación de texto «SCIROCCO» esbozado en la puerta trasera (debajo del alerón). Entre el equipamiento se encontraban elementos como tapizado en cuero, espejos y elevalunas eléctricos, aire acondicionado y techo corredizo manual y una rueda de repuesto de emergencia que le proporcionó más espacio para un mayor tanque de combustible (con una segunda bomba de transferencia de combustible)

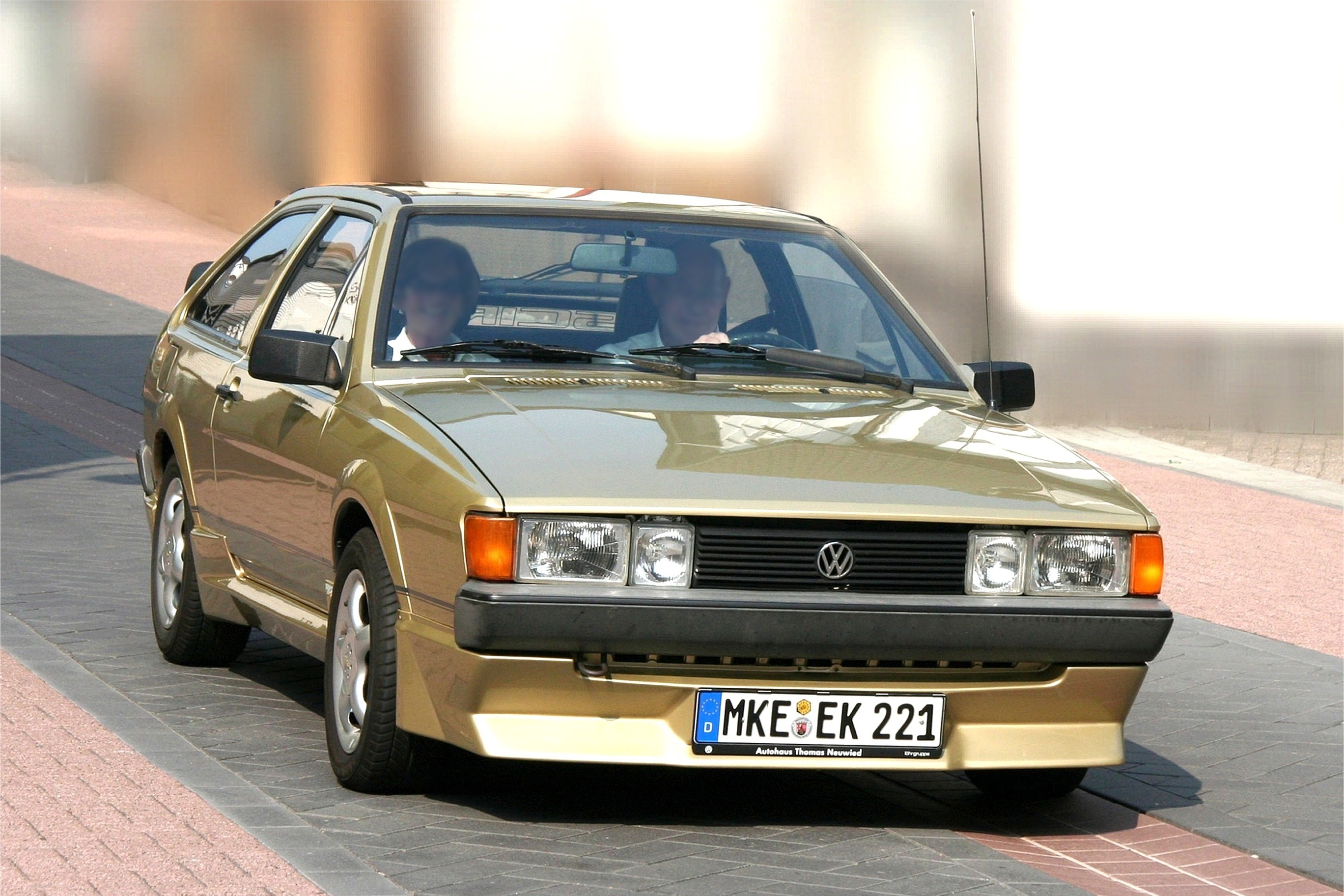
Volkswagen Scirocco GTX (1984) equipado con Kamei X-1 aero kit
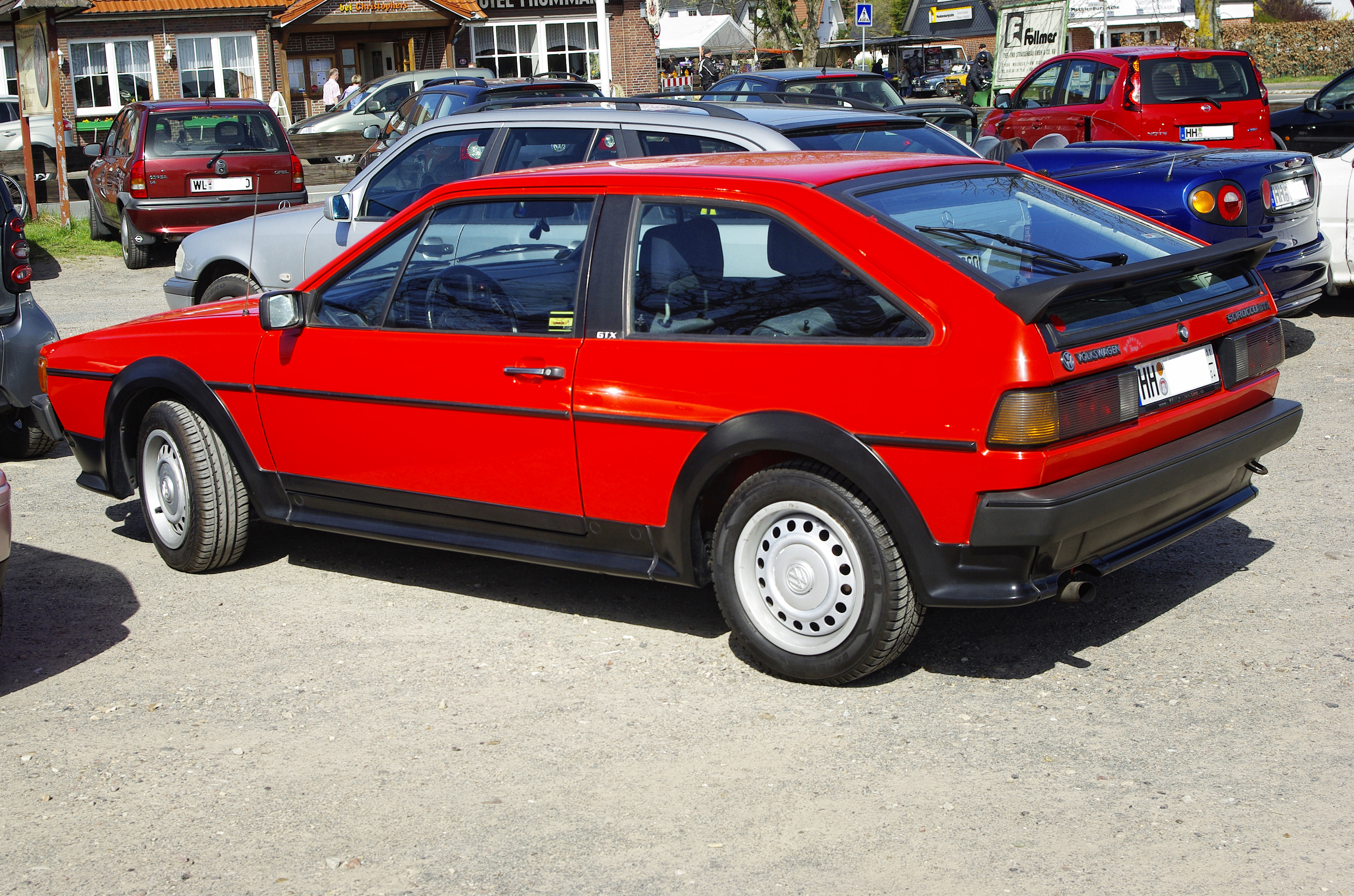
Volkswagen Scirocco GTX (1985–1989)
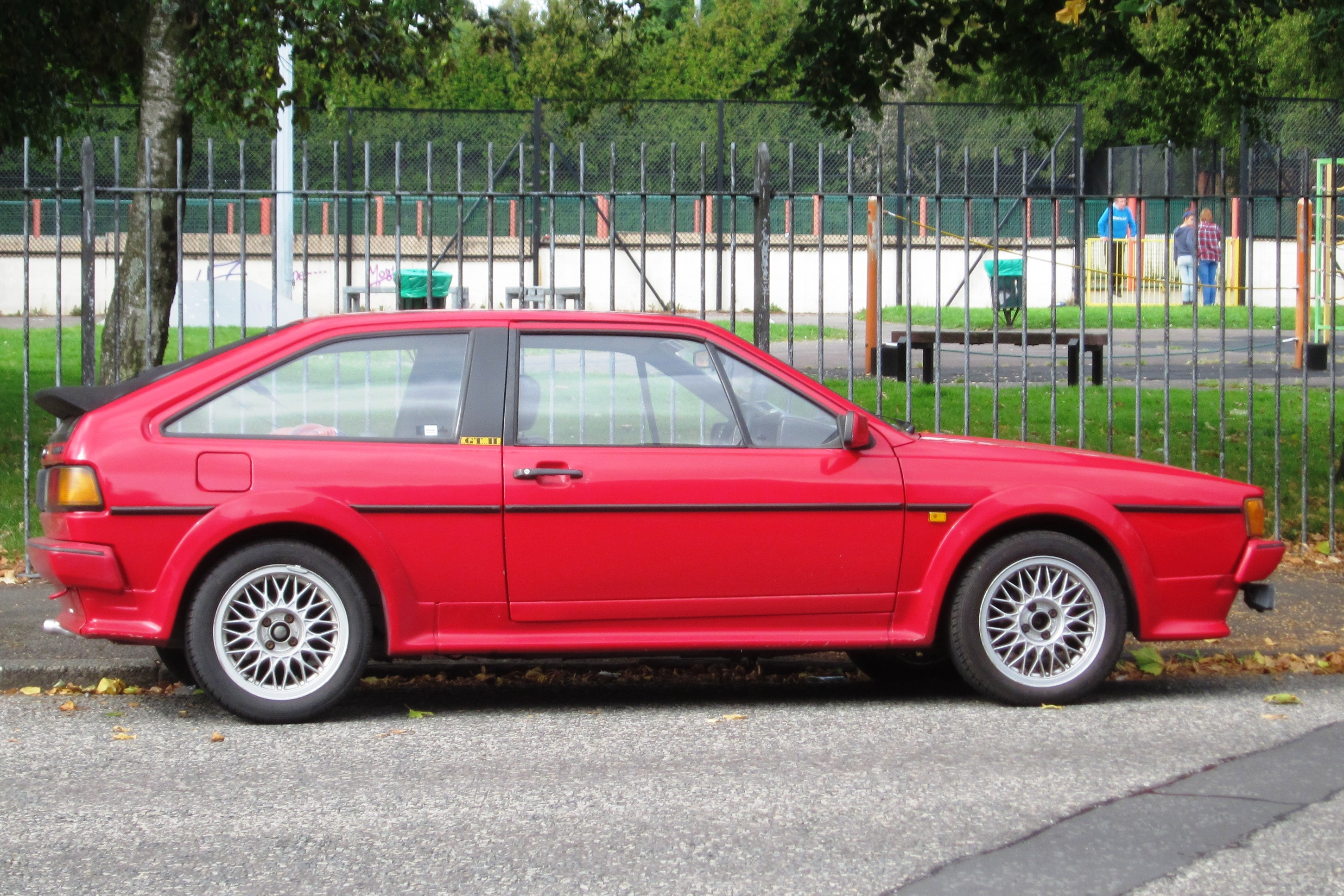
Volkswagen Scirocco GT II (1991)
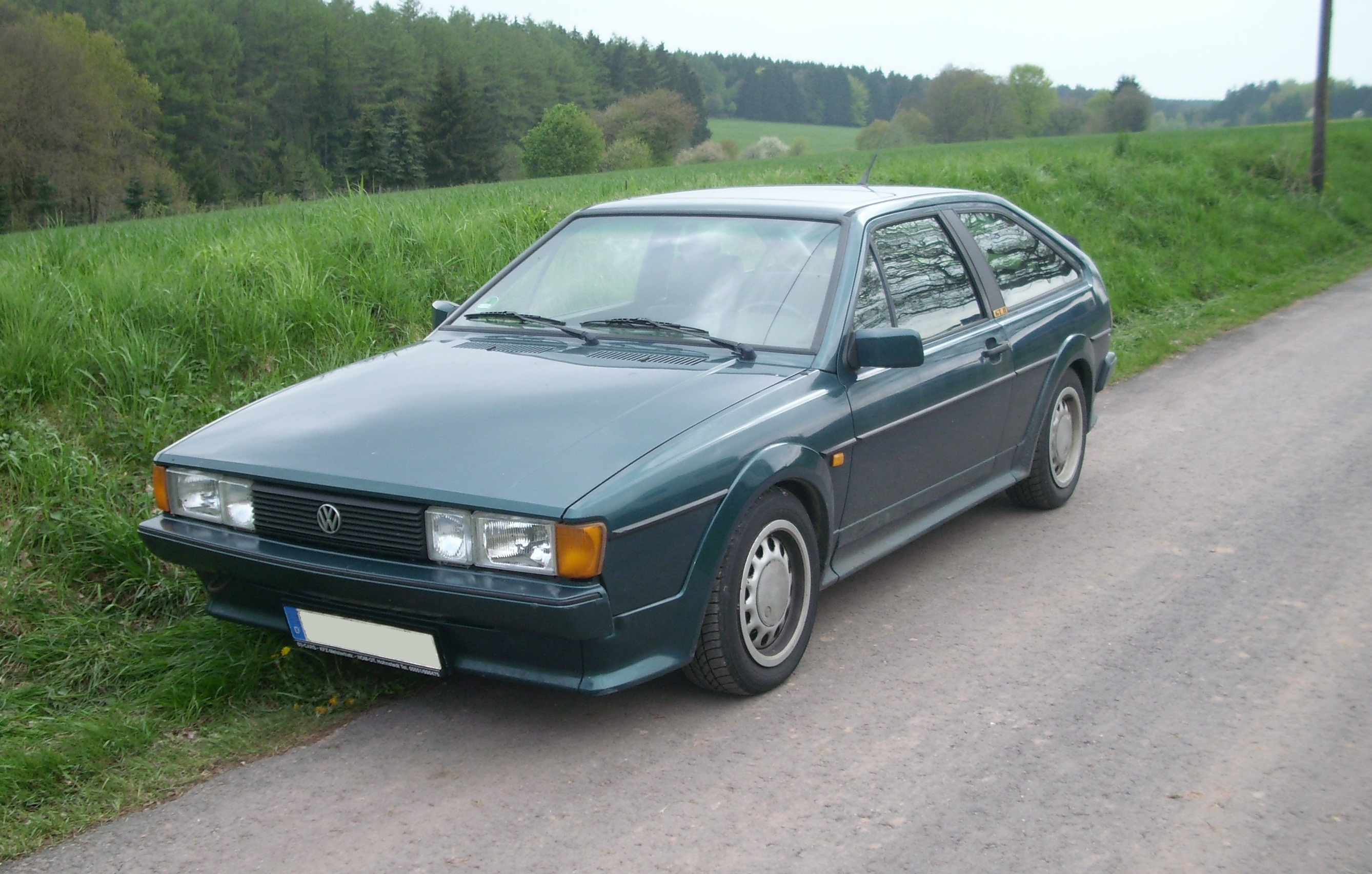
Scirocco II

Los motores eran: un 1.3 litros de 60 CV, un 1.5 litros de 70 CV, un 1.6 litros con carburador de entre 72 y 85 CV, un 1.6 litros con inyección de combustible de 110 CV, un 1.8 litros con carburador de 90 CV, un 1.8 litros con inyección de combustible y dos válvulas por cilindro de entre 95 o 112 CV, y un 1.8 L con inyección de combustible de entre 139 CV (129 CV con catalizador).
Los motores de más de 110 CV se comercializaban con los niveles de equipamiento «Scirocco GTI» y «Scirocco GTI 16V», según si tenía dos o cuatro válvulas por cilindro. Incluían estética deportiva y un equipamiento más completo que los otros Scirocco.
El Scirocco lo unió brevemente pero fue sustituido eficazmente por el Corrado en la alineación de Volkswagen, aunque este había estado a la venta desde el año 1989 y fue dirigido a un mercado más lujoso. Las ventas continuaron hasta 1988 en los Estados Unidos, 1989 en Canadá y hasta 1992 en Alemania, el Reino Unido y algunos otros mercados europeos. Se produjeron 291.497 unidades del Scirocco II.

## Corrado (1989-1995)

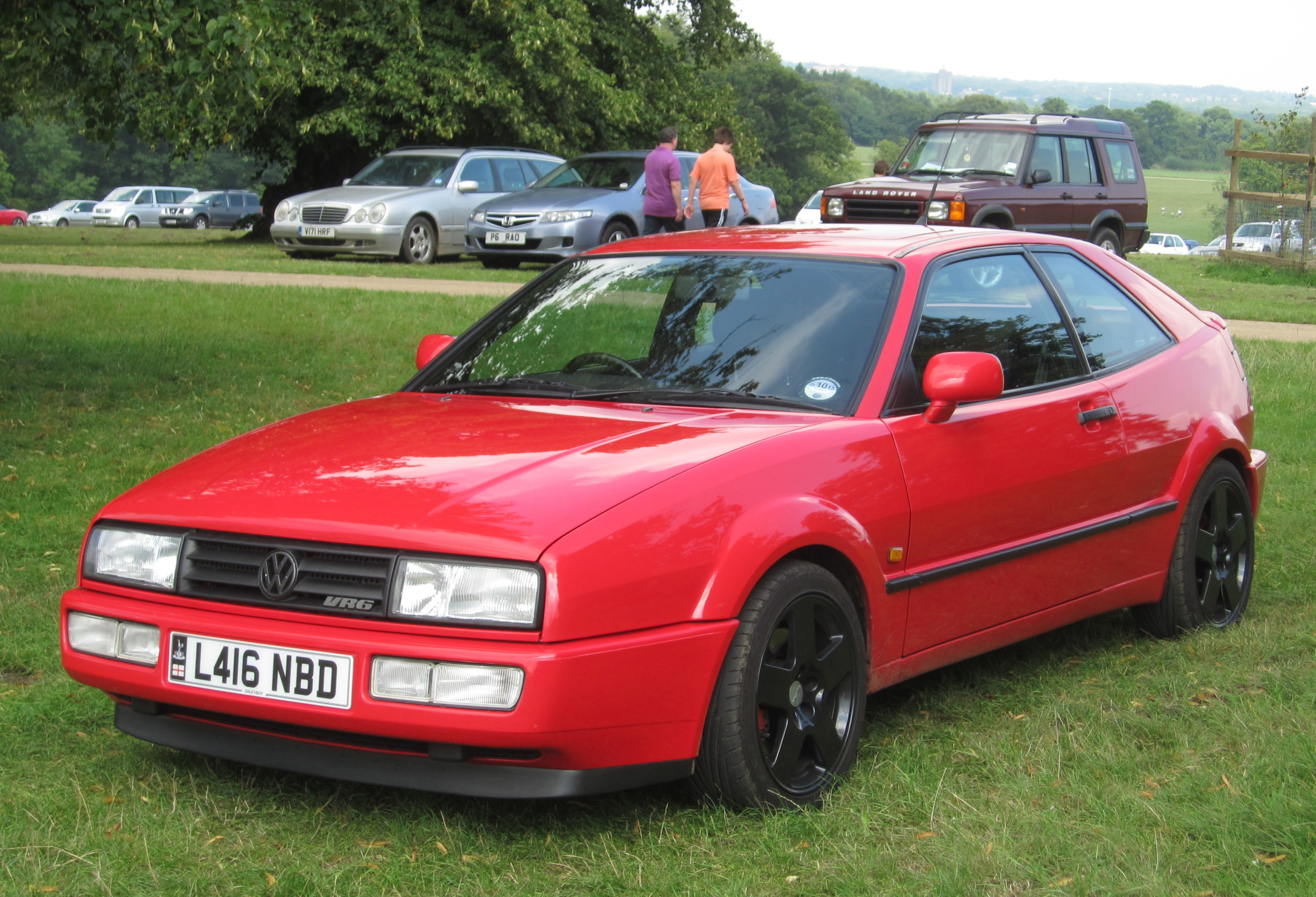
Volkswagen Corrado VR6

En 1988 Volkswagen presenta el Corrado lanzado al mercado en 1989 siguiendo las líneas del Scirocco. En un principio iba a ser la tercera generación del Scirocco, pero los responsables de marketing de Volkswagen decidieron cambiar de denominación a este modelo, al decidir que los dos modelos convivieran juntos, así que por primera vez la marca vendería dos cupé a la vez, durante 4 años hasta que en 1992, se deja de vender el Scirocco II, que utilizaba plataforma del Volkswagen Golf  MKI,
mientras que el vanguardista Corrado, que se dejaría de producir en 1995, utilizaba la plataforma del Volkswagen Golf Mk2 combinada con algunos elementos de la plataforma del Volkswagen Passat B3.

## Scirocco III (2008-2018)
En junio de 2006, Volkswagen anunció oficialmente la producción de un nuevo Scirocco en la planta de montaje de Autoeuropa en Palmela (Portugal) junto con el Volkswagen Eos. Se lanzó en agosto de 2008, con un nivel de producción de 100.000 unidades por año. Esto no supone la desaparición del Golf Hatchback de tres puertas, que tiene porte y formato similares y usa la misma plataforma, ni del Volkswagen New Beetle.
El Scirocco se ofrece con los recientes motores a gasolina sobrealimentados y con inyección directa del Grupo Volkswagen: el 1.4 litros de 122 CV (90 kilovatios) o 160 CV (118 kilovatios), y el 2.0 litros de 210 CV (154 kilovatios). También tiene dos motores Diésel de 2.0 L de 140 CV (103 kilovatios) y 170 CV (125 kilovatios), equipados con turbocompresor con alimentación vía inyección directa por common-rail.
En el Salón del Automóvil de París de 2006, se presentó un prototipo llamado Volkswagen Iroc, cuyo logo decía: «Scirocco» con las letras «Sc» y «co» opacadas. La silueta de la carrocería es más parecida a la de un hatchback tradicional, debido a la luneta trasera más vertical que la de los Scirocco anteriores. Su motor es una variante experimental del 1.4 TSI de gasolina, con doble sobrealimentación y 210 CV (154 kilovatios) de potencia máxima.

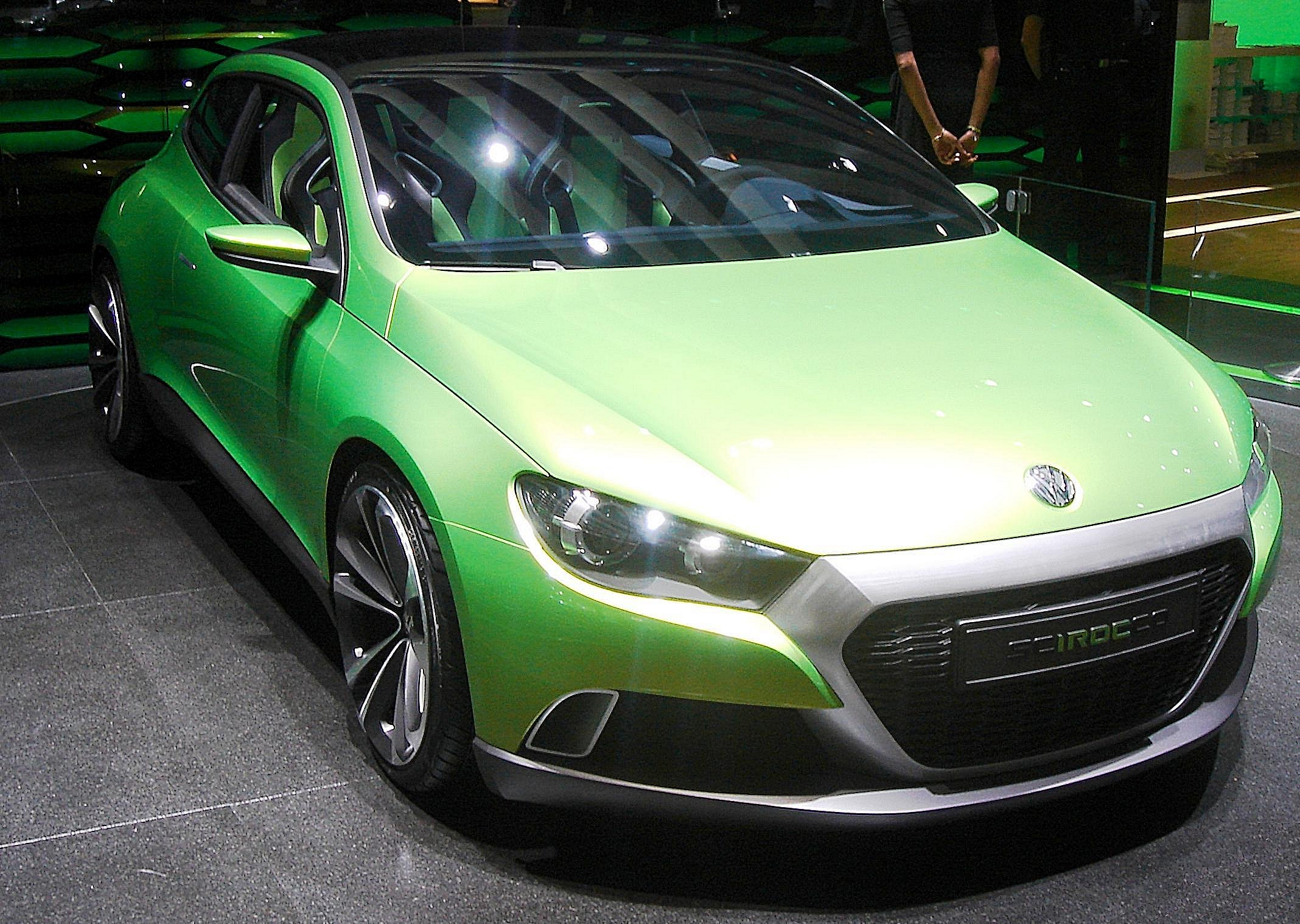
Concept IROC
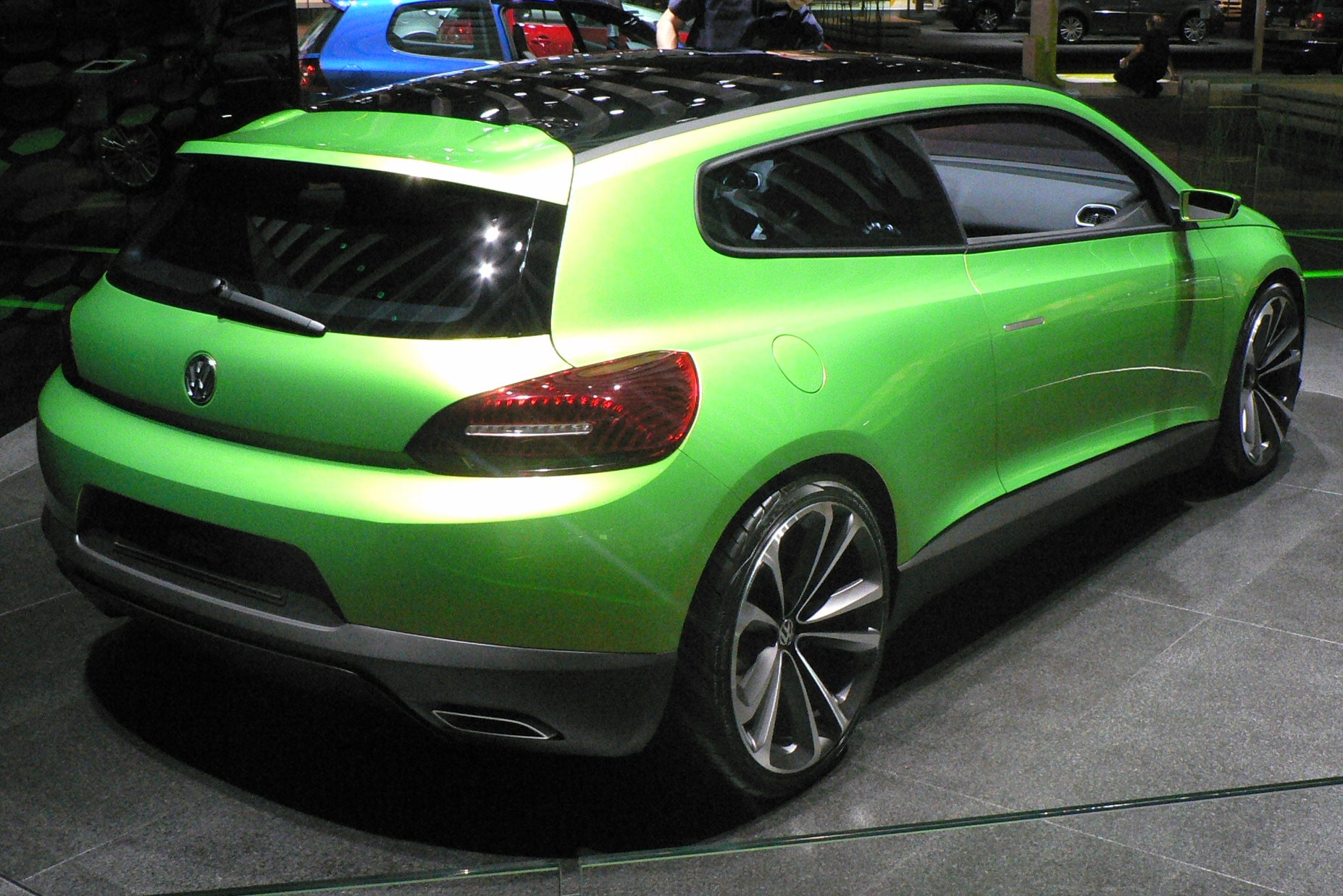
Concept IROC trasera
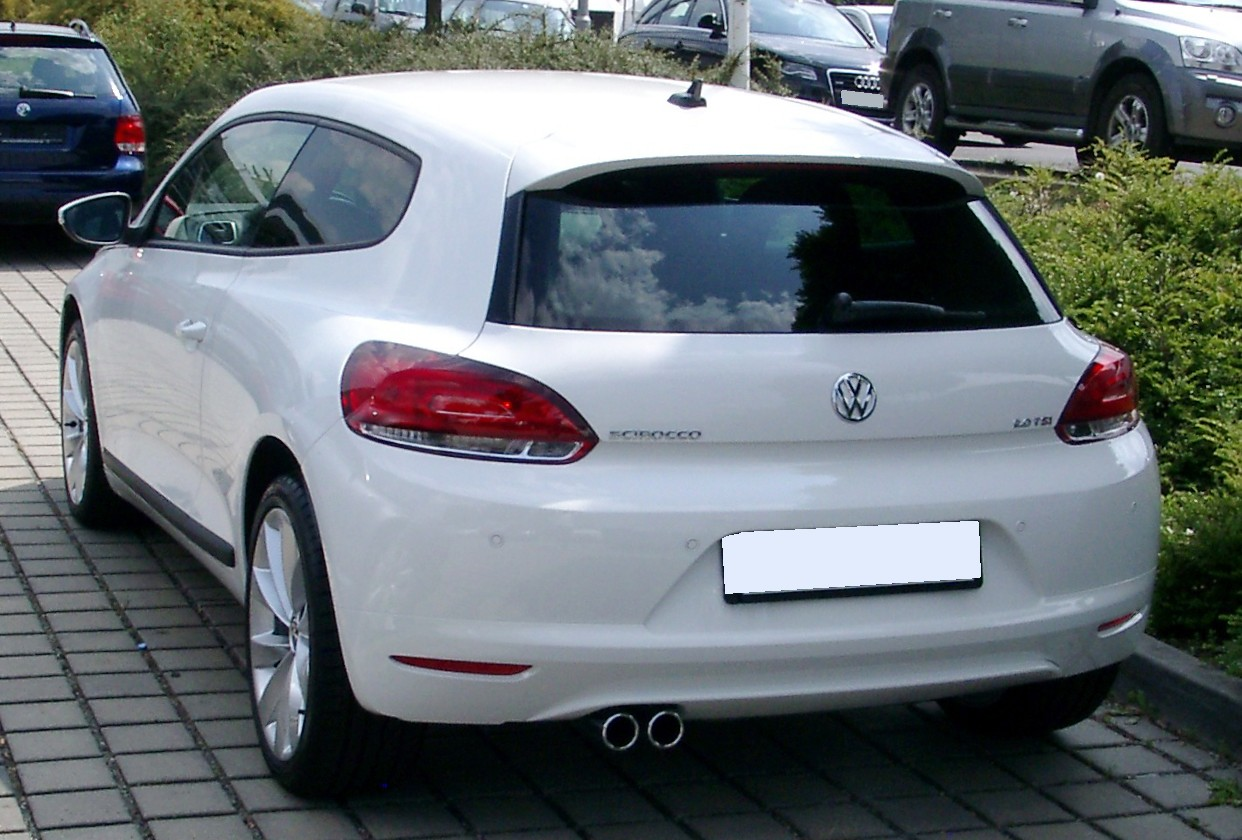
Vista trasera
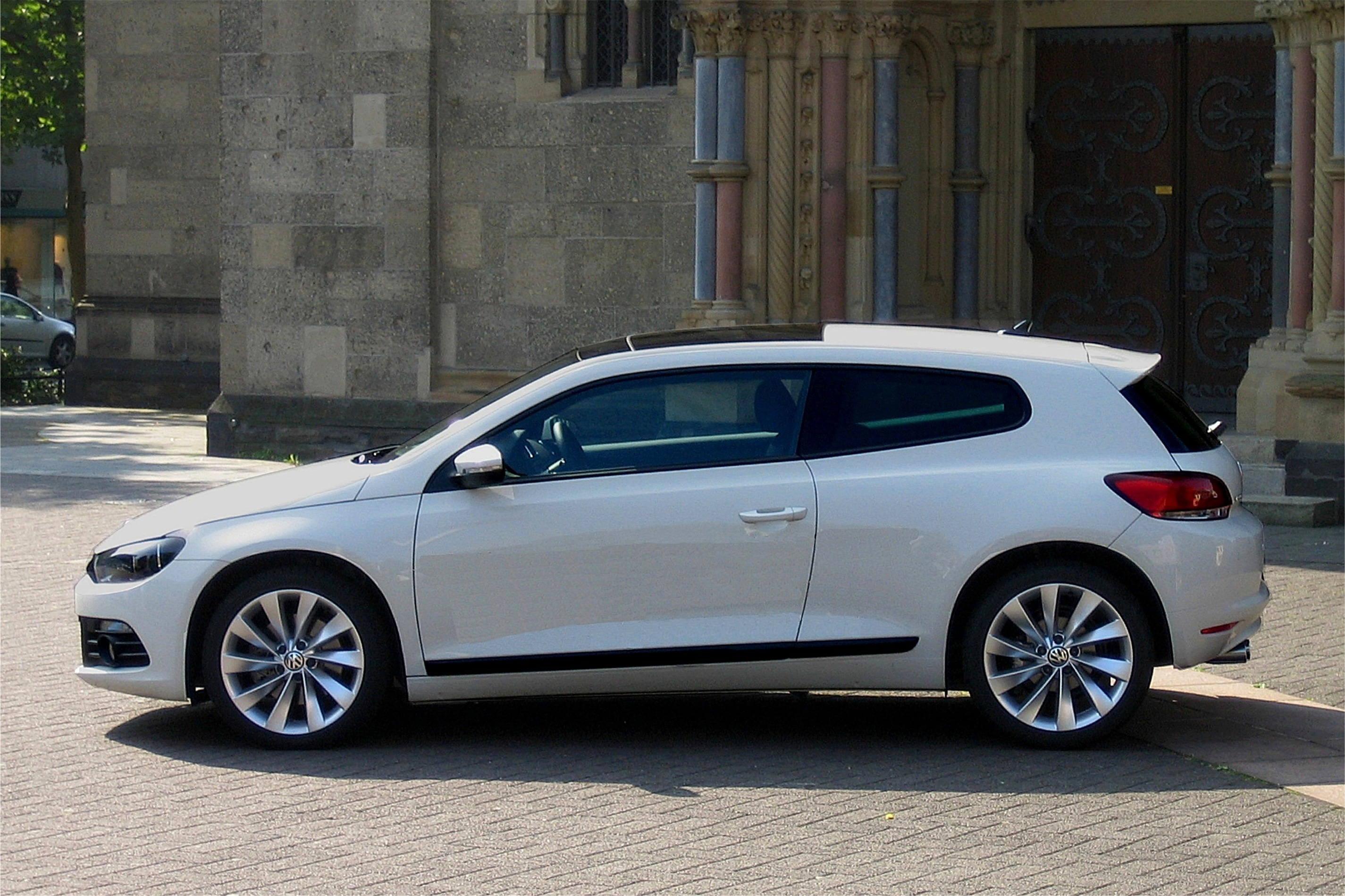
Lateral
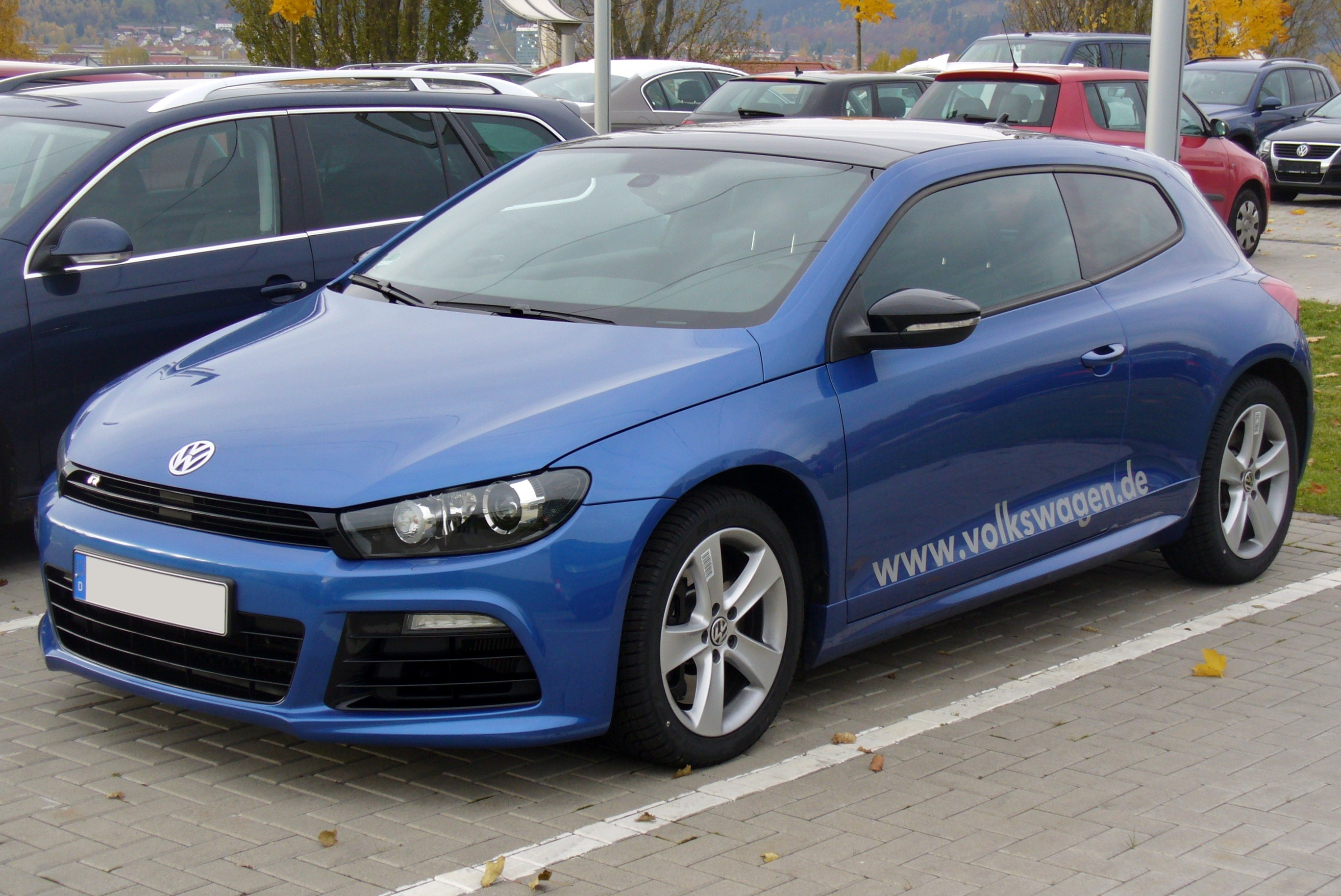
R Risingblue

En abril de 2007, el vicepresidente de Volkswagen América, Adrian Hallmark, dijo que no querían que el Scirocco fuera vendido en América del Norte, ya que eso tendría probablemente un efecto negativo sobre las ventas del Golf GTI. Más adelante se declaró que la decisión final la tomaría Martin Winterkorn, el jefe ejecutivo del Grupo Volkswagen, y no Volkswagen América.
A partir de mayo de 2009 se produjo una reestilización al Scirocco en el que se han introducido pequeños cambios como son el nuevo volante y el FIS del Volkswagen Golf VI y dos nuevos motores 2.0 TDI de 170 CV (125 kilovatios) y el sustituto de TFSI de 200 CV (147 kilovatios) por el nuevo motor del Golf GTI de 210 CV (154 kilovatios), además de los faros bi-xenón de serie en toda la gama, exceptuando en el motor de 122 CV (90 kilovatios).
En las 24 Horas de Nürburgring de 2008 se presentaron tres unidades del Scirocco, potenciadas a unos 325 CV (239 kilovatios). Finalizaron en los puestos 11º, 15º y 32.º de la clasificación general, y lograron el 1-2 en su categoría.

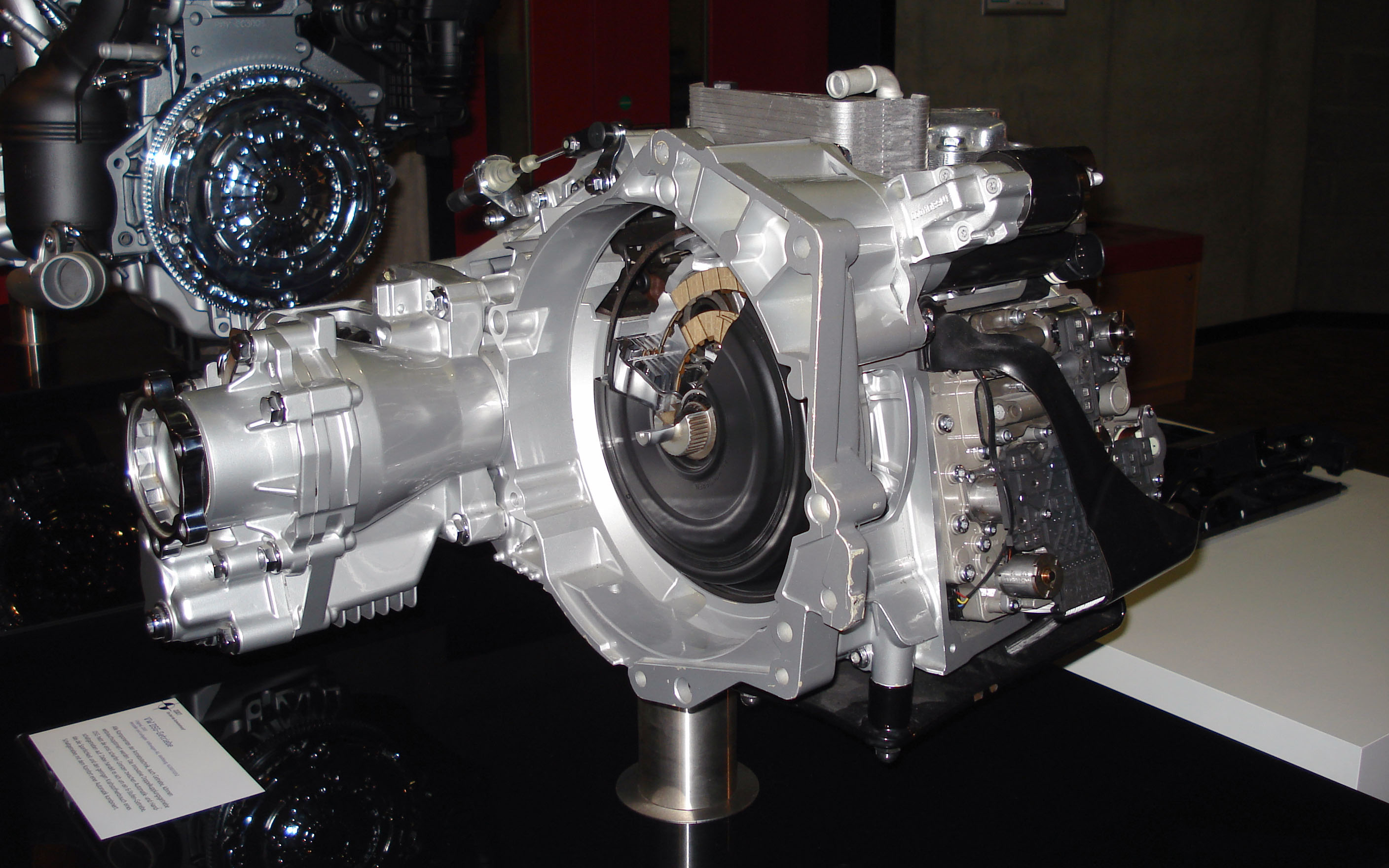
Transmisión semiautomática DSG

En 2010 apareció el Scirocco R de 265 CV (195 kilovatios), y con un par motor de 350 Nm desde las 2,500 rpm y tracción delantera, lo que le permite llegar a 100 km/h (62 millas por hora) en 6 segundos para la versión manual (6 velocidades); y 5,8 segundos para la versión con cambio automático DSG. Ambas versiones del R tiene su velocidad punta en 250 km/h (155 millas por hora) (limitada electrónicamente).